# 나루세촌 (가나가와현)
나루세촌(일본어: 成瀬村)은 일본 가나가와현 오스미군·나카군에 존재했던 촌이다.
현재의 이세하라시 북동부에 해당한다.

## 역사
- 1889년 4월 1일 - 정촌제 시행에 의해 오스미군 나루세촌이 성립하였다.
- 1896년 3월 26일 - 군 통합에 의해 유루기촌과 통합해 나카군으로 변경되었다.
- 1954년 12월 1일 - 이세하라정, 오야마정, 오타촌, 다카베야촌, 히비타촌과 합병해, 새로운 이세하라정이 성립하여, 동일 나루세촌은 폐지되었다.

## 교통

### 철도
- 오다큐 전철
  - 오다와라선

## 참고 문헌
- 角川日本地名大辞典編纂委員会,『角川日本地名大辞典 神奈川県』1984, 角川書店
- 大日本篤農家名鑑編纂所編『大日本篤農家名鑑』大日本篤農家名鑑編纂所、1910年。
- 人事興信所編『人事興信録 第8版』人事興信所、1928年。
- 人事興信所編『人事興信録 第15版 上』人事興信所、1948年。